# Shankhanagar
Shankhanagar é uma vila no distrito de Hugli, no estado indiano de Bengala Ocidental.

## Demografia
Segundo o censo de 2001, Shankhanagar tinha uma população de 6894 habitantes. Os indivíduos do sexo masculino constituem 52% da população e os do sexo feminino 48%. Shankhanagar tem uma taxa de literacia de 59%, inferior à média nacional de 59,5%: a literacia no sexo masculino é de 66% e no sexo feminino é de 51%. Em Shankhanagar, 15% da população está abaixo dos 6 anos de idade.